# Belemnia gemmanseryx
Belemnia gemmanseryx är en fjärilsart som beskrevs av Jacob Hübner 1804. Belemnia gemmanseryx ingår i släktet Belemnia och familjen björnspinnare. Inga underarter finns listade i Catalogue of Life.